# Desiderio Tello
Desiderio Tello es una localidad del Departamento Rosario Vera Peñaloza, provincia de La Rioja, Argentina.
Se encuentra en el km 137 de la Ruta Nacional 79. Es además el km 0 de la Ruta Nacional 77.

## Geografía

### Población
Cuenta con 733 habitantes (Indec, 2010), lo que representa un incremento del 2,3% frente a los 716 habitantes (Indec, 2001) del censo anterior.
| Gráfica de evolución demográfica de Desiderio Tello entre 1991 y 2010 |
|                                                                       |
| Fuente: Censos nacionales del INDEC                                   |

### Sismicidad
La sismicidad de la región de La Rioja es frecuente y de intensidad baja, y un silencio sísmico de terremotos medios a graves cada 30 años en áreas aleatorias. Sus últimas expresiones se produjeron:
- 12 de abril de 1899 (126 años), a las 16.10 UTC-3 con 6,4 Richter; como en toda localidad sísmica, aún con un silencio sísmico corto, se olvida la historia de otros movimientos sísmicos regionales (terremoto de La Rioja de 1899)
- 24 de octubre de 1957 (67 años), a las 22.07 UTC-3 con 6,0 Richter (terremoto de Villa Castelli de 1957): además de la gravedad física del fenómeno se unió el olvido de la población a estos eventos recurrentes
- 28 de mayo de 2002 (22 años), a las 0.03 UTC-3, con 6,0 escala Richter (terremoto de La Rioja de 2002)[1]